# Marian Ivan
Marian Ivan (Bukarest, 1969. június 1. –) román válogatott labdarúgó.

## Pályafutása

### Klubcsapatban
Pályafutása során számos klubcsapatban megfordult. Játszott többek között az FC Brașov, a Dinamo București, a Sportul Studențesc, illetve a görög Árisz és Panióniosz csapataiban.

### A válogatottban
1994-ben 3 alkalommal szerepelt a román válogatottban. Részt vett az 1994-es világbajnokságon.